# OLPC

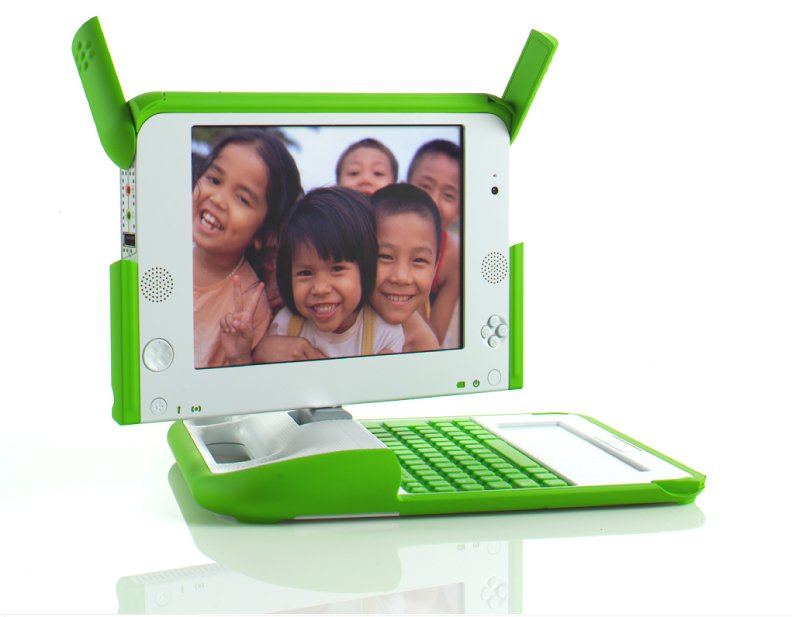
제2세대 시제품

OLPC(The One Laptop per Child)는 매사추세츠 공과대학 미디어 연구소의 교수진이 세운 비영리 단체이자 아이들에게 컴퓨터를 보급하려는 프로젝트로, XO-1이라는 100 달러짜리 노트북 컴퓨터를 개발하고 있다.

## 개요
이 프로젝트와 단체는 2005년 1월 스위스 다보스 세계 경제 포럼에서 발표되었다. OLPC는 5개의 핵심 원칙을 가지고 있으며 이는 다음과 같다.
1. 어린이 소유여야 한다.
2. 어린이가 쓰기 쉬워야 한다.
3. 충분히 보급되어야 한다.
4. 서로 연결되어야 한다
5. 자유롭고 공개된 소스여야 한다.

OLPC는 AMD, 브라이트스타 공사, 이베이, 구글, 마벨, 뉴스 코퍼레이션, SES S.A., 노텔 네트워크, 레드햇 등의 회사로부터 지원을 받는다. 인텔도 2007년 짧은 기간 동안 참가했지만, 2008년 1월 3일 탈퇴하였다.

## 참가국
네그로폰테의 홍보에 의하면, 다양한 방법으로 이미 다음 국가가 협력하고 있다고 한다. 그러나 제휴 강제력은 없다. 컴퓨터는 각국 정부를 대상으로 판매되어, one laptop per child (어린이 한 명 당 한대의 노트북)의 이념 아래 교육 관계 부처를 통해 배포된다.
| 년도    | 확정수 (추정)   | 확정일           | 구매자                                   |
| ------- | --------------- | ---------------- | ---------------------------------------- |
| 2007    | 100,000         | 2007년 10월      | 우루과이                                 |
| 2007    | 15,000          | 2007년 11월 14일 | 버밍햄 (알라바마), 미국                  |
| 2007    | 260,000         | 2007년 12월 1일  | 페루                                     |
| 2007    | 50,000          | 2007년 12월 1일  | 멕시코 (멕시코 기업인 Carlos Slim)       |
| 2007    | 167,000         | 2008년 1월 5일   | G1G1 2007 프로그램                       |
| 2008    | 65,000          | 2008년 5월 29일  | 콜롬비아(칼다스)                         |
| 2008    | +200,000        | 2008년 6월       | 우루과이                                 |
| 2008    | +30,000         | 2008년 10월      | 페루                                     |
| 2008    | 10,000          | 2008년 11월 10일 | 가나                                     |
| 2008    | 12,500          | 2009년 1월 9일   | G1G1 2008 프로그램                       |
| 2009    | 5,000           | 2009년 4월 24일  | 시에라리온                               |
| 2009    | 100,000         | 2009년 5월 14일  | 르완다                                   |
| 2009    | +160,000        | 2009년 10월 13일 | 우루과이(전체: 362,000 아이, 18000 교사) |
| 2010    | +260,000        | 2010년 3월 17일  | 페루                                     |
| +60,000 | 2010년 4월 13일 | 아르헨티나       |                                          |
| 전체    | 1,494,500       |                  |                                          |

매사추세츠주 지사 미트 롬니는 주 내의 모든 아동에게 100 달러 PC를 배포하는 법안을 의회에 제출했다. 나이지리아는 100만대의 주문을 결정한 첫 번째 국가이다.
2006년 10월 11일, 뉴욕 타임즈는 OLPC이 리비아 국내 총 120만명의 학생들에게 컴퓨터를 공급하기 위한 리비아 정부와의 합의에 이르렀다고 보도했다. 이 2억 5000만 달러의 계약에는 위성에 의한 인터넷 접속 서비스, 학교마다 하나의 서버, 기술 지원도 포함된다.
인도는 "공적 자금이, 각종 정책 보고서에 실려있는 절대적으로 필요한 시책도 부족한 상황이 계속되고 있는데, 논쟁의 여지도 계획에 대한이 규모의 지출은 용인할 수 없다"며 계획의 주도에 참가하는 것을 포기했다.
OLPC는 원래 100 달러 PC를 각국 정부를 통해서만 발매를 계획하고 있었지만, 네그로폰테는 지명도가 높은 제조 업체가 상용 제품을 만들기로 제휴해서 좋다고 발언했다. 225 달러 정도로 발매 수 있는 경우,개발 도상국에 물품 지원이 될 것이다.

## 기술

### 사양
- 운영 체제(OS)는 리눅스를 채용하였다.
- 전력서비스를 이용할 수 없는 지역에서도 사용할 수 있도록하기 위해 인력에 의한 전원 공급 장치를 채용했다.
- 무선 LAN통신 장비를 도입함으로써 애드혹 등의 형태로 인터넷에 접속할 수 있다. 컴퓨터끼리 애드혹 네트워크를 구성할 수 있으며, 1 개의 인터넷 연결을 공유할 수 있다.
- 하드 디스크대신 1GB플래시 메모리를 채용.
- CPU는 500MHz 정도의 AMD의 Geode LX-700 (433MHz)을 채용.

### 응용 프로그램

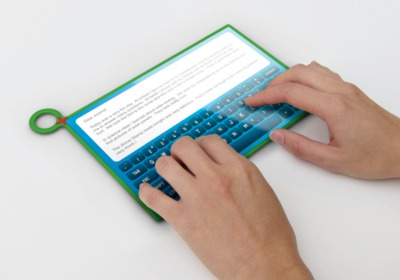
XO-3 컨셉

파이썬으로 작성된 슈거(Sugar)라는 독자적인 그래픽 환경을 제공하고 그 아래 응용 애플리케이션이 작동한다. 슈거 메쉬 네트워크를 통한 협업을 전제로 설계되었으며, 여러 아이가 같은 활동에 참여하여 공동으로 작품을 만드는 것이 가능하다. 활동에는 웹 브라우저, 워드 프로세서, 페인팅 도구, 스퀵, 이토이즈(Etoys) 등이 마련된다.

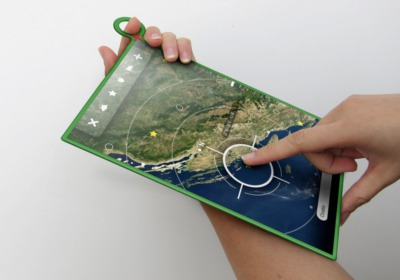
XO-3 컨셉

Xo-3의 개념은 태블릿 PC의 개념과 유사하며, 내부적으로 XO 1.75가 작동하도록 할 예정이다. 가격 목표는 $100 미만이고, 2012년으로 예정되어 있다.

## 같이 보기
- XO-1
- 니콜라스 네그로폰테

## 참조 문헌
1. ↑  Olpc 위키 - Olpc
2. ↑  Ivan Krstić (2007년 12월 1일). “ivan krstić · code culture » First OLPC deployment: now it’s real”. Ivan Krstić's code culture blog. 2009년 4월 14일에 원본 문서에서 보존된 문서. 2008년 1월 24일에 확인함.
3. ↑  OLPC Wiki, Country News, consulted on January 23, 2008
4. ↑  “Birmingham to buy 15K laptops from OLPC - Mass High Tech: The Journal of New England Technology”. 2008년 1월 24일에 확인함.
5. 1 2  Markoff, John (2008년 1월 5일). “Intel Quits Effort to Get Computers to Children - New York Times”. 《The New York Times》. 2008년 1월 24일에 확인함.
6. ↑  "Peru, Mexico billionaire agree to buy $188 laptops" Betanews, 2007년 12월 3일
7. ↑  “OLPC in Colombia”. 2008년 12월 23일에 원본 문서에서 보존된 문서. 2010년 10월 4일에 확인함.
8. ↑  “Ceibal Project Progress: Meshing Children with Sugar - One Laptop Per Child News”. Olpcnews.com. 2008년 12월 5일에 확인함.
9. ↑  Peruvian president talks OLPC
10. ↑  “[Community-news] OLPC News (2008-11-10)”. Lists.laptop.org. 2008년 12월 5일에 확인함.
11. ↑  120,000 XO Laptops Headed to OLPC Rwanda
12. ↑  Latin America Leads in School 보관됨 2020-05-11 - 웨이백 머신, Miami Herald
13. ↑  Argentina's La Rioja province receives the first 1,000 of 60,000 XOs ordered 보관됨 2014-07-05 - 웨이백 머신, BN Americas